# Yann Sommer
Yann Sommer (IPA: [jan ˈzɔmɐ]; Morges, 17 dicembre 1988) è un calciatore svizzero, portiere dell'Inter.
Cresciuto nel Basilea, ha giocato con il Vaduz e il Grasshoppers, prima di fare ritorno al Basilea da titolare, con cui ha vinto quattro campionati svizzeri e una Coppa Svizzera. Nel 2014 è stato acquistato dal Borussia M'gladbach, dove ha militato per nove anni. Nel gennaio 2023 passa al Bayern Monaco, contribuendo alla vittoria di un campionato tedesco, e nell'estate successiva si trasferisce all'Inter. Con i nerazzurri conquista un campionato italiano, una Supercoppa italiana e raggiunge una finale di UEFA Champions League.
Convocato nella nazionale svizzera dal 2012 al 2024, ha partecipato a tre Mondiali (2014, 2018 e 2022), tre Europei (2016, 2020, 2024) e una fase finale della Nations League (2019).
A livello individuale è stato per tre volte calciatore svizzero dell'anno (2016, 2018 e 2021), oltre ad essere stato inserito nella squadra dell'anno AIC nella stagione 2023-2024.

## Biografia
È sposato con Alina Schneider, con cui ha avuto due figlie.

## Caratteristiche tecniche
Portiere di altezza modesta, dispone di grande esplosività. Possiede inoltre ottimi riflessi, che allena anche grazie a degli occhiali speciali. L'abilità tra i pali gli permette spesso di parare anche i calci di rigore. Dotato di grande carisma, è abile a giocare il pallone con i piedi, in virtù dei suoi trascorsi da terzino.

## Carriera

### Club

#### Basilea e prestiti a Vaduz e Grasshoppers
Dopo gli inizi nel club dell'FC Herrliberg e nel Concordia Basilea, nel 2003 entra a far parte del settore giovanile del Basilea. Nel 2005 esordisce nella Seconda Lega interregionale (la quarta serie svizzera), con il Basilea U-21. Nel 2006-2007 passa in prima squadra, come terzo portiere dietro Franco Costanzo e Louis Crayton. Nel luglio 2007 viene prestato al club liechtensteinese del Vaduz, militante nella Challenge League (la seconda serie svizzera).

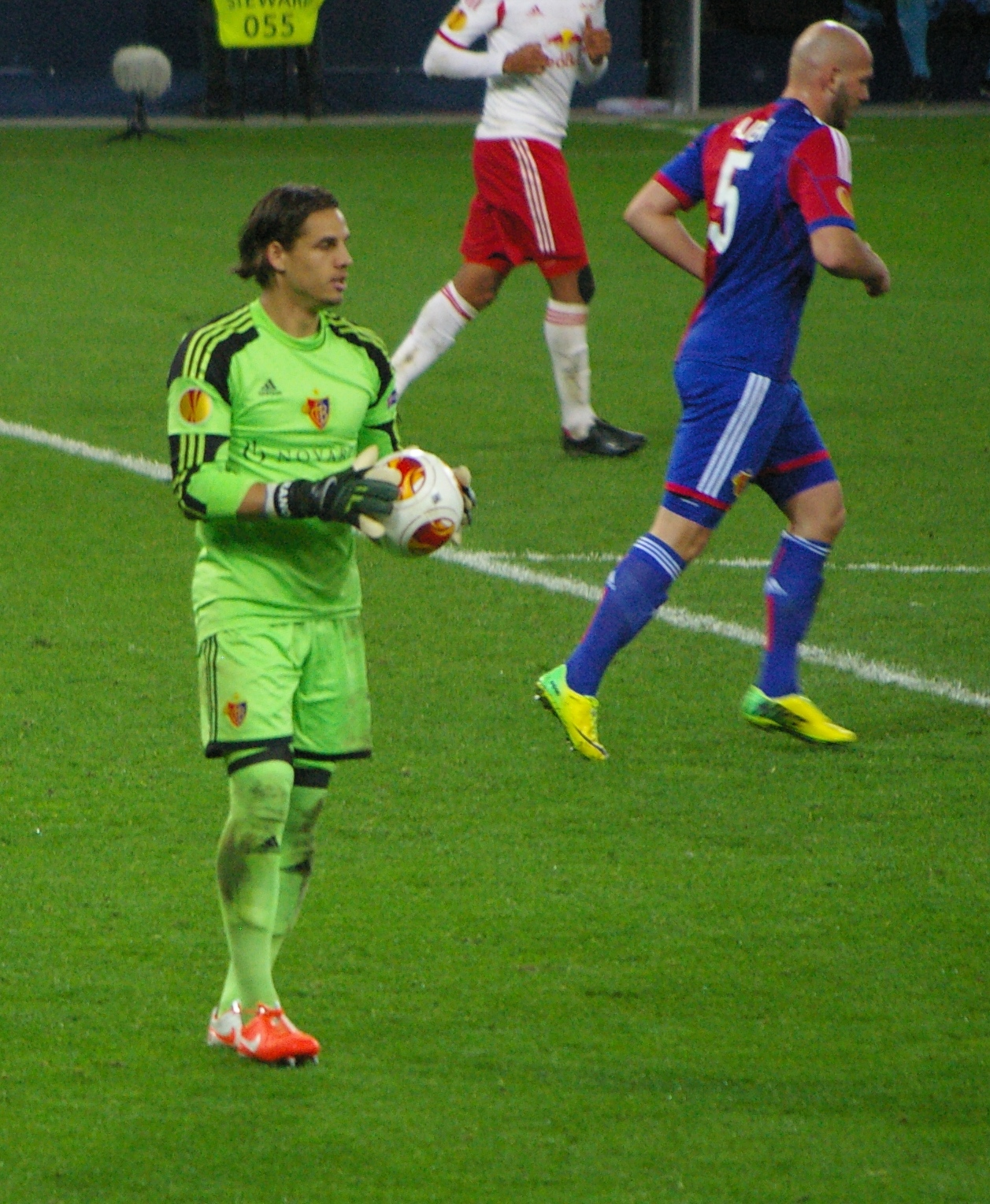
Sommer nella gara di Europa League contro il nel 2014

Nella stagione successiva, prestato nuovamente al Vaduz, fa il suo esordio in Super League. Nel gennaio 2009 viene richiamato dal Basilea, senza tuttavia trovare molto spazio. Per la stagione 2009-2010 passa quindi al Grasshoppers, con la modalità del prestito annuale. Al termine dell'annata, dopo aver collezionato 33 presenze, torna al Basilea, dove gioca sia con la prima squadra che con la formazione Under-21 in Seconda Lega interregionale. A partire dalla stagione 2011-2012 diventa il titolare del Basilea, vincendo il campionato e facendo anche il suo esordio in Champions League. Nelle due annate successive è ancora il titolare della squadra e aggiunge al suo palmarès altri due campionati.
Lascia il Basilea avendo collezionato 170 presenze tra tutte le competizioni e cinque titoli, quattro campionati e una Coppa Svizzera.

#### Borussia Mönchengladbach
Il 1º luglio 2014, in seguito all'acquisto da parte del Barcellona del titolare Marc-André ter Stegen, viene acquistato dal Borussia M'gladbach per 9 milioni di euro. Nella prima stagione contribuisce con le sue parate al raggiungimento del terzo posto in campionato della squadra, venendo nominato miglior giocatore dell'anno del club.

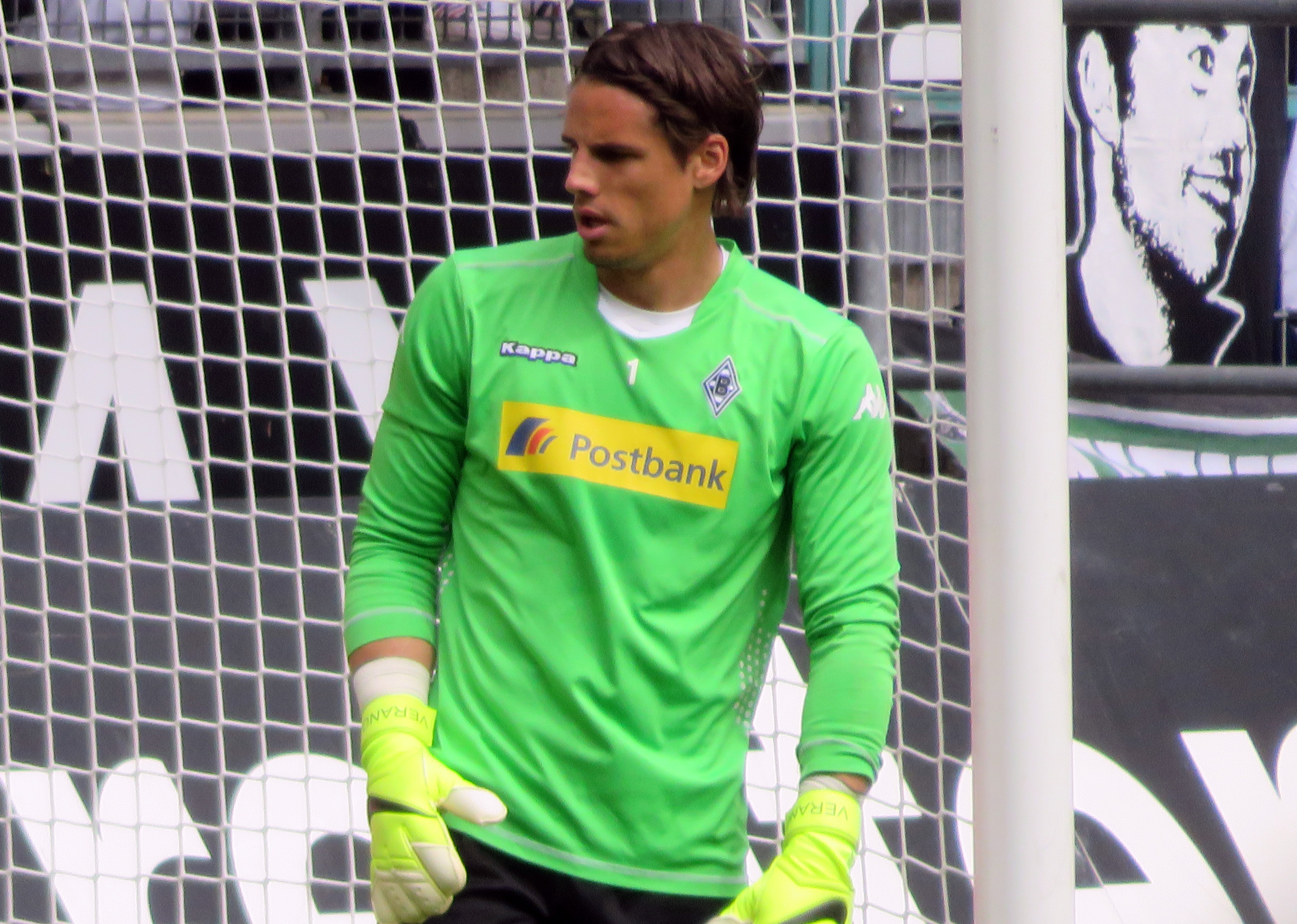
Sommer in allenamento con il nel 2015

La stagione 2015-2016 inizia male però: il Borussia M'gladbach perde la partita d'esordio per 4-0 contro il Borussia Dortmund e Sommer viene criticato per il primo gol. Nonostante dei colloqui interni alla squadra per cercare di risolvere i problemi, i tedeschi perdono per 3-0 contro il Siviglia nell'esordio in UEFA Champions League: dopo la partita Sommer è oggetto di pesanti critiche per la sua prestazione. Dopo la quinta sconfitta consecutiva in Bundesliga contro i rivali del Colonia, l'allenatore Lucien Favre si dimette. A differenza dell'anno precedente, l'inizio di stagione del Borussia M'gladbach è negativo nonché il peggiore di sempre. Con l'avvento di André Schubert al posto di Favre, la squadra si rialza, raggiungendo il quarto posto e la qualificazione agli spareggi di Champions League anche grazie alle parate di Sommer.
Nella stagione successiva il club si qualifica in Champions League, superando gli spareggi, ma vive una stagione deludente in Bundesliga, terminando al nono posto in classifica. L'annata successiva termina allo stesso modo, mentre nella stagione 2018-2019 fa ritorno nelle competizioni UEFA, qualificandosi in Europa League. Nella stagione 2019-2020 il club arriva quarto e si qualifica in Champions League. L'annata successiva si rivela negativa.
Il 27 agosto 2022, durante l'incontro di Bundesliga pareggiato per 1-1 contro il Bayern Monaco, Sommer stabilisce due nuovi record statistici per il massimo campionato tedesco: grazie alle sue 19 parate, diventa il portiere in grado di effettuare il maggior numero di parate nel corso di una singola partita di campionato, superando così Alexander Schwolow, che deteneva il precedente primato dal gennaio dello stesso anno. Inoltre, nella stessa occasione, il portiere disputa il suo 266º incontro in Bundesliga, diventando quindi il giocatore svizzero con più presenze nella storia del campionato tedesco, superando Ciriaco Sforza.
Lascia il Borussia M'gladbach dopo otto anni e mezzo, avendo collezionato 335 presenze tra tutte le competizioni.

#### Bayern Monaco
Il 19 gennaio 2023 viene acquistato dal Bayern Monaco per sostituire l'infortunato Manuel Neuer, costretto a restare lontano dai campi fino a fine stagione. Con il club bavarese firma un contratto di due anni e mezzo. Esordisce con i bavaresi il giorno seguente, nella sfida in trasferta contro il RB Lipsia, terminata con il punteggio di 1-1. Parte titolare anche in Champions League, nella doppia sfida degli ottavi di finale contro il Paris Saint-Germain, rendendosi protagonista e tenendo la porta inviolata in entrambe le partite. Il cammino in Champions dei bavaresi s'interrompe ai quarti con il Manchester City con Sommer che è stato protagonista in negativo. Alla fine della stagione, in cui colleziona 25 presenze complessive, festeggia il primo successo in Bundesliga.

#### Inter
Il 7 agosto 2023, dopo sei mesi al Bayern Monaco, viene ceduto a titolo definitivo all'Inter, che versa ai bavaresi circa 6 milioni di euro. Il 19 agosto fa il suo debutto in nerazzurro, giocando da titolare in campionato nella vittoria contro il Monza (2-0). Il 22 gennaio 2024 scende in campo nella finale di Supercoppa italiana vinta dai nerazzurri per 1-0 contro il Napoli; nell'occasione conquista il suo primo trofeo con la maglia dell'Inter. Coi nerazzurri s'impone sin da subito come titolare fornendo buone prestazioni. A fine anno vince il suo primo campionato italiano e complessivamente colleziona 25 clean sheet tra Serie A (19, record europeo stagionale), Champions League (4) e Supercoppa (2).
L'anno successivo i nerazzurri acquistano Josep Martínez, ma lui viene confermato come titolare fino a metà febbraio quando subisce un infortunio al pollice. Rientra in campo il 16 marzo 2025 nel successo per 0-2 in casa dell'Atalanta. Nel finale di stagione è protagonista in Champions League nelle doppie sfide sia ai quarti contro il Bayern Monaco ma soprattutto in semifinale contro il Barcellona contribuendo al raggiungimento della finale dei nerazzuri con le sue parate.

### Nazionale
Dopo aver compiuto la trafila delle selezioni giovanili svizzere, militando nell'Under-16, nell'Under-17 e nell'Under-19, esordisce nella nazionale Under-21 nel 2007. Partecipa all'Europeo di categoria del 2011 in Danimarca, classificandosi al secondo posto dietro la Spagna.

Esordisce in nazionale maggiore a Lucerna il 30 maggio 2012 contro la Romania, subendo una rete ad opera di Marius Alexe. Nell'estate 2014 viene inserito nella rosa che partecipa al Mondiale in Brasile, come secondo portiere dietro Diego Benaglio. Al termine della manifestazione (conclusasi agli ottavi contro l'Argentina per gli elvetici) Benaglio annuncia il suo ritiro dalla nazionale e Sommer diventa così il titolare.

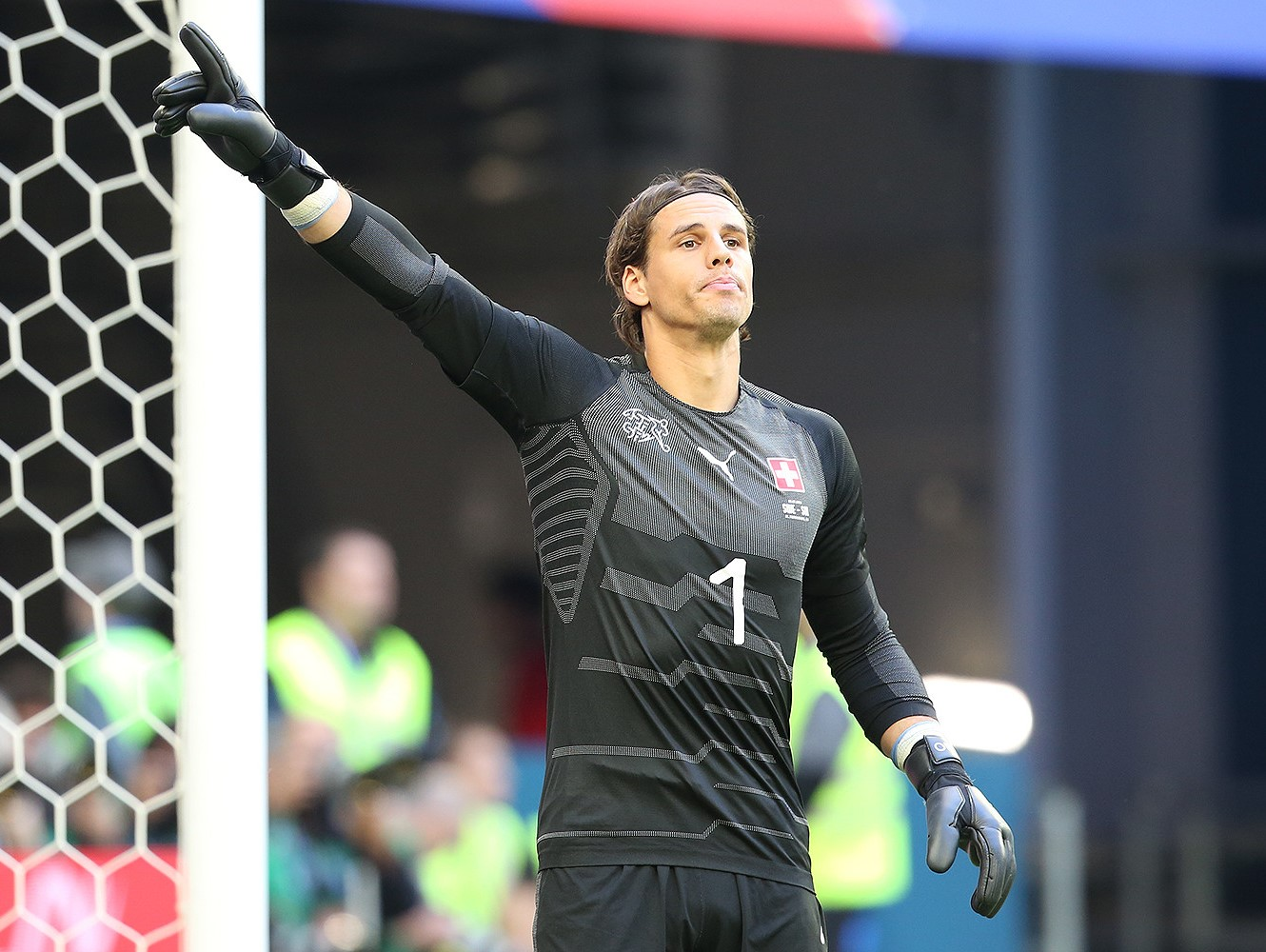
Sommer nella partita del campionato mondiale 2018 contro la Svezia

Divenuto titolare, viene convocato per l'Europeo 2016 in Francia, il Mondiale 2018 in Russia e l'Europeo 2020. Proprio in questa edizione, grazie al rigore parato nella serie contro la Francia, battuto da Mbappé, la nazionale svizzera riesce a qualificarsi per la prima volta nella sua storia ai quarti di finale di un Europeo. Tuttavia il cammino dei crociati s'interrompe proprio ai quarti ai rigori contro la Spagna.
Nelle qualificazioni al Mondiale 2022 in Qatar, nella partita contro l'Italia, para un calcio di rigore a Jorginho, consentendo alla sua nazionale di pareggiare per 0-0, risultato che sarà decisivo per il raggiungimento del primo posto nel girone e la conseguente qualificazione al Mondiale. Successivamente viene convocato per la rassegna iridata, in cui parte titolare per poi saltare la terza sfida della fase a gironi (vinta 3-2 contro la Serbia e che ha consentito ai crociati di qualificarsi agli ottavi) per infortunio; agli ottavi Sommer rientra ma gli elvetici vengono eliminati dal Portogallo (6-1).
Convocato pure per Euro 2024, raggiunge i quarti di finale in cui gli svizzeri sono stati eliminati ai rigori dall'Inghilterra.
Il 19 agosto 2024, Sommer annuncia la propria decisione di lasciare la nazionale svizzera, dopo aver collezionato in tutto 94 presenze in dodici anni.

## Statistiche

### Presenze e reti nei club
Statistiche aggiornate al 30 giugno 2025.
| Stagione                   | Squadra                    | Campionato                 | Campionato | Campionato | Coppe nazionali | Coppe nazionali | Coppe nazionali | Coppe continentali | Coppe continentali | Coppe continentali | Altre coppe | Altre coppe | Altre coppe | Totale | Totale |
| Stagione                   | Squadra                    | Comp                       | Pres       | Reti       | Comp            | Pres            | Reti            | Comp               | Pres               | Reti               | Comp        | Pres        | Reti        | Pres   | Reti   |
| -------------------------- | -------------------------- | -------------------------- | ---------- | ---------- | --------------- | --------------- | --------------- | ------------------ | ------------------ | ------------------ | ----------- | ----------- | ----------- | ------ | ------ |
| 2005-2006                  | Basilea U-21               | PL                         | 12         | -18        | -               | -               | -               | -                  | -                  | -                  | -           | -           | -           | 12     | -18    |
| 2006-2007                  | Basilea U-21               | PL                         | 24         | -19        | -               | -               | -               | -                  | -                  | -                  | -           | -           | -           | 24     | -19    |
| 2007-2008                  | Vaduz                      | CL                         | 33         | -38        | CL              | 0               | 0               | CU                 | 2                  | -2                 | -           | -           | -           | 35     | -40    |
| 2008-gen. 2009             | Vaduz                      | SL                         | 17         | -32        | CL              | 0               | 0               | CU                 | 2                  | -5                 | -           | -           | -           | 19     | -37    |
| Totale Vaduz               | Totale Vaduz               | Totale Vaduz               | 50         | -70        |                 | 0               | 0               |                    | 4                  | -7                 |             | -           | -           | 54     | -77    |
| gen.-giu. 2009             | Basilea                    | SL                         | 6          | -6         | CS              | 1               | 0               | UCL                | -                  | -                  | -           | -           | -           | 7      | -6     |
| 2009-2010                  | Grasshoppers               | SL                         | 33         | -37        | CS              | 0               | 0               | -                  | -                  | -                  | -           | -           | -           | 33     | -37    |
| 2010-2011                  | Basilea U-21               | PL                         | 6          | 0          | -               | -               | -               | -                  | -                  | -                  | -           | -           | -           | 6      | 0      |
| Totale Basilea Under-21    | Totale Basilea Under-21    | Totale Basilea Under-21    | 42         | -37        |                 | -               | -               |                    | -                  | -                  |             | -           | -           | 42     | -37    |
| 2010-2011                  | Basilea                    | SL                         | 5          | -7         | CS              | 4               | -4              | UCL+UEL            | 0                  | 0                  | -           | -           | -           | 9      | -11    |
| 2011-2012                  | Basilea                    | SL                         | 31         | -29        | CS              | 4               | -4              | UCL                | 8                  | -17                | -           | -           | -           | 43     | -50    |
| 2012-2013                  | Basilea                    | SL                         | 36         | -31        | CS              | 3               | -2              | UCL+UEL            | 5+14               | -4 + -15           | -           | -           | -           | 58     | -52    |
| 2013-2014                  | Basilea                    | SL                         | 35         | -32        | CS              | 2               | -2              | UCL+UEL            | 10+6               | -11 + -6           | -           | -           | -           | 53     | -51    |
| Totale Basilea             | Totale Basilea             | Totale Basilea             | 113        | -105       |                 | 14              | -12             |                    | 43                 | -53                |             | -           | -           | 170    | -170   |
| 2014-2015                  | Borussia M'Gladbach        | BL                         | 34         | -26        | CG              | 4               | -3              | UEL                | 10                 | -10                | -           | -           | -           | 48     | -39    |
| 2015-2016                  | Borussia M'Gladbach        | BL                         | 32         | -50        | CG              | 3               | -5              | UCL                | 6                  | -12                | -           | -           | -           | 41     | -67    |
| 2016-2017                  | Borussia M'Gladbach        | BL                         | 34         | -49        | CG              | 4               | -2              | UCL+UEL            | 8+4                | -14 + -6           | -           | -           | -           | 50     | -71    |
| 2017-2018                  | Borussia M'Gladbach        | BL                         | 30         | -42        | CG              | 3               | -2              | -                  | -                  | -                  | -           | -           | -           | 33     | -44    |
| 2018-2019                  | Borussia M'Gladbach        | BL                         | 34         | -42        | CG              | 1               | -5              | -                  | -                  | -                  | -           | -           | -           | 35     | -47    |
| 2019-2020                  | Borussia M'Gladbach        | BL                         | 34         | -40        | CG              | 2               | -2              | UEL                | 6                  | -9                 | -           | -           | -           | 42     | -51    |
| 2020-2021                  | Borussia M'Gladbach        | BL                         | 31         | -50        | CG              | 0               | 0               | UCL                | 8                  | -13                | -           | -           | -           | 39     | -63    |
| 2021-2022                  | Borussia M'Gladbach        | BL                         | 33         | -60        | CG              | 3               | -3              | -                  | -                  | -                  | -           | -           | -           | 36     | -63    |
| 2022-gen. 2023             | Borussia M'Gladbach        | BL                         | 10         | -14        | CG              | 1               | -2              | -                  | -                  | -                  | -           | -           | -           | 11     | -16    |
| Totale Borussia M'Gladbach | Totale Borussia M'Gladbach | Totale Borussia M'Gladbach | 272        | -373       |                 | 21              | -24             |                    | 42                 | -64                |             | -           | -           | 335    | -461   |
| gen.-giu. 2023             | Bayern Monaco              | BL                         | 19         | -25        | CG              | 2               | -2              | UCL                | 4                  | -4                 | SG          | -           | -           | 25     | -31    |
| 2023-2024                  | Inter                      | A                          | 34         | -19        | CI              | 0               | 0               | UCL                | 7                  | -4                 | SI          | 2           | 0           | 43     | -23    |
| 2024-2025                  | Inter                      | A                          | 33         | -32        | CI              | 0               | 0               | UCL                | 14                 | -16                | SI+Cmc      | 2+4         | -3 + -4     | 53     | -55    |
| Totale Inter               | Totale Inter               | Totale Inter               | 67         | -51        |                 | 0               | 0               |                    | 21                 | -20                |             | 8           | -7          | 96     | -78    |
| Totale carriera            | Totale carriera            | Totale carriera            | 596        | -698       |                 | 37              | -38             |                    | 114                | -148               |             | 8           | -7          | 755    | -891   |

### Cronologia presenze e reti in nazionale

#### Nazionale maggiore
| Cronologia completa delle presenze e delle reti in nazionale ― Svizzera | Cronologia completa delle presenze e delle reti in nazionale ― Svizzera | Cronologia completa delle presenze e delle reti in nazionale ― Svizzera | Cronologia completa delle presenze e delle reti in nazionale ― Svizzera | Cronologia completa delle presenze e delle reti in nazionale ― Svizzera | Cronologia completa delle presenze e delle reti in nazionale ― Svizzera | Cronologia completa delle presenze e delle reti in nazionale ― Svizzera | Cronologia completa delle presenze e delle reti in nazionale ― Svizzera |
| Data                                                                    | Città                                                                   | In casa                                                                 | Risultato                                                               | Ospiti                                                                  | Competizione                                                            | Reti                                                                    | Note                                                                    |
| ----------------------------------------------------------------------- | ----------------------------------------------------------------------- | ----------------------------------------------------------------------- | ----------------------------------------------------------------------- | ----------------------------------------------------------------------- | ----------------------------------------------------------------------- | ----------------------------------------------------------------------- | ----------------------------------------------------------------------- |
| 30-5-2012                                                               | Lucerna                                                                 | Svizzera                                                                | 0 – 1                                                                   | Romania                                                                 | Amichevole                                                              | -1                                                                      |                                                                         |
| 14-11-2012                                                              | Susa                                                                    | Tunisia                                                                 | 1 – 2                                                                   | Svizzera                                                                | Amichevole                                                              | -1                                                                      |                                                                         |
| 6-2-2013                                                                | Pireo                                                                   | Grecia                                                                  | 0 – 0                                                                   | Svizzera                                                                | Amichevole                                                              | -                                                                       |                                                                         |
| 23-3-2013                                                               | Nicosia                                                                 | Cipro                                                                   | 0 – 0                                                                   | Svizzera                                                                | Qual. Mondiali 2014                                                     | -                                                                       |                                                                         |
| 15-10-2013                                                              | Berna                                                                   | Svizzera                                                                | 1 – 0                                                                   | Slovenia                                                                | Qual. Mondiali 2014                                                     | -                                                                       |                                                                         |
| 30-5-2014                                                               | Lucerna                                                                 | Svizzera                                                                | 1 – 0                                                                   | Giamaica                                                                | Amichevole                                                              | -                                                                       | 46’                                                                     |
| 8-9-2014                                                                | Basilea                                                                 | Svizzera                                                                | 0 – 2                                                                   | Inghilterra                                                             | Qual. Euro 2016                                                         | -2                                                                      |                                                                         |
| 9-10-2014                                                               | Maribor                                                                 | Slovenia                                                                | 1 – 0                                                                   | Svizzera                                                                | Qual. Euro 2016                                                         | -1                                                                      |                                                                         |
| 14-10-2014                                                              | Serravalle                                                              | San Marino                                                              | 0 – 4                                                                   | Svizzera                                                                | Qual. Euro 2016                                                         | -                                                                       |                                                                         |
| 15-11-2014                                                              | San Gallo                                                               | Svizzera                                                                | 4 – 0                                                                   | Lituania                                                                | Qual. Euro 2016                                                         | -                                                                       |                                                                         |
| 27-3-2015                                                               | Lucerna                                                                 | Svizzera                                                                | 3 – 0                                                                   | Estonia                                                                 | Qual. Euro 2016                                                         | -                                                                       |                                                                         |
| 14-6-2015                                                               | Vilnius                                                                 | Lituania                                                                | 1 – 2                                                                   | Svizzera                                                                | Qual. Euro 2016                                                         | -1                                                                      |                                                                         |
| 5-9-2015                                                                | Basilea                                                                 | Svizzera                                                                | 3 – 2                                                                   | Slovenia                                                                | Qual. Euro 2016                                                         | -2                                                                      |                                                                         |
| 8-9-2015                                                                | Londra                                                                  | Inghilterra                                                             | 2 – 0                                                                   | Svizzera                                                                | Qual. Euro 2016                                                         | -2                                                                      |                                                                         |
| 17-11-2015                                                              | Vienna                                                                  | Austria                                                                 | 1 – 2                                                                   | Svizzera                                                                | Amichevole                                                              | -1                                                                      |                                                                         |
| 25-3-2016                                                               | Dublino                                                                 | Irlanda                                                                 | 1 – 0                                                                   | Svizzera                                                                | Amichevole                                                              | -1                                                                      |                                                                         |
| 29-3-2016                                                               | Zurigo                                                                  | Svizzera                                                                | 0 – 2                                                                   | Bosnia ed Erzegovina                                                    | Amichevole                                                              | -2                                                                      |                                                                         |
| 28-5-2016                                                               | Carouge                                                                 | Svizzera                                                                | 1 – 2                                                                   | Belgio                                                                  | Amichevole                                                              | -2                                                                      |                                                                         |
| 11-6-2016                                                               | Lens                                                                    | Albania                                                                 | 0 – 1                                                                   | Svizzera                                                                | Euro 2016 - 1º turno                                                    | -                                                                       |                                                                         |
| 15-6-2016                                                               | Parigi                                                                  | Romania                                                                 | 1 – 1                                                                   | Svizzera                                                                | Euro 2016 - 1º turno                                                    | -1                                                                      |                                                                         |
| 19-6-2016                                                               | Villeneuve-d'Ascq                                                       | Svizzera                                                                | 0 – 0                                                                   | Francia                                                                 | Euro 2016 - 1º turno                                                    | -                                                                       |                                                                         |
| 25-6-2016                                                               | Saint-Étienne                                                           | Svizzera                                                                | 1 – 1 dts (4 – 5 dtr)                                                   | Polonia                                                                 | Euro 2016 - Ottavi di finale                                            | -1                                                                      |                                                                         |
| 6-9-2016                                                                | Basilea                                                                 | Svizzera                                                                | 2 – 0                                                                   | Portogallo                                                              | Qual. Mondiali 2018                                                     | -                                                                       |                                                                         |
| 7-10-2016                                                               | Budapest                                                                | Ungheria                                                                | 2 – 3                                                                   | Svizzera                                                                | Qual. Mondiali 2018                                                     | -2                                                                      |                                                                         |
| 13-11-2016                                                              | Lucerna                                                                 | Svizzera                                                                | 2 – 0                                                                   | Fær Øer                                                                 | Qual. Mondiali 2018                                                     | -                                                                       |                                                                         |
| 25-3-2017                                                               | Carouge                                                                 | Svizzera                                                                | 1 – 0                                                                   | Lettonia                                                                | Qual. Mondiali 2018                                                     | -                                                                       |                                                                         |
| 9-6-2017                                                                | Tórshavn                                                                | Fær Øer                                                                 | 0 – 2                                                                   | Svizzera                                                                | Qual. Mondiali 2018                                                     | -                                                                       |                                                                         |
| 31-8-2017                                                               | San Gallo                                                               | Svizzera                                                                | 3 – 0                                                                   | Andorra                                                                 | Qual. Mondiali 2018                                                     | -                                                                       |                                                                         |
| 3-9-2017                                                                | Riga                                                                    | Lettonia                                                                | 0 – 3                                                                   | Svizzera                                                                | Qual. Mondiali 2018                                                     | -                                                                       |                                                                         |
| 7-10-2017                                                               | Basilea                                                                 | Svizzera                                                                | 5 – 2                                                                   | Ungheria                                                                | Qual. Mondiali 2018                                                     | -2                                                                      |                                                                         |
| 10-10-2017                                                              | Lisbona                                                                 | Portogallo                                                              | 2 – 0                                                                   | Svizzera                                                                | Qual. Mondiali 2018                                                     | -2                                                                      |                                                                         |
| 9-11-2017                                                               | Belfast                                                                 | Irlanda del Nord                                                        | 0 – 1                                                                   | Svizzera                                                                | Qual. Mondiali 2018                                                     | -                                                                       |                                                                         |
| 12-11-2017                                                              | Lisbona                                                                 | Svizzera                                                                | 0 – 0                                                                   | Irlanda del Nord                                                        | Qual. Mondiali 2018                                                     | -                                                                       |                                                                         |
| 23-3-2018                                                               | Atene                                                                   | Grecia                                                                  | 0 – 1                                                                   | Svizzera                                                                | Amichevole                                                              | -                                                                       |                                                                         |
| 3-6-2018                                                                | Vila-real                                                               | Spagna                                                                  | 1 – 1                                                                   | Svizzera                                                                | Amichevole                                                              | -1                                                                      |                                                                         |
| 17-6-2018                                                               | Rostov sul Don                                                          | Brasile                                                                 | 1 – 1                                                                   | Svizzera                                                                | Mondiali 2018 - 1º turno                                                | -1                                                                      |                                                                         |
| 22-6-2018                                                               | Kaliningrad                                                             | Serbia                                                                  | 1 – 2                                                                   | Svizzera                                                                | Mondiali 2018 - 1º turno                                                | -1                                                                      |                                                                         |
| 27-6-2018                                                               | Nižnij Novgorod                                                         | Svizzera                                                                | 2 – 2                                                                   | Costa Rica                                                              | Mondiali 2018 - 1º turno                                                | -2                                                                      |                                                                         |
| 3-7-2018                                                                | San Pietroburgo                                                         | Svezia                                                                  | 1 – 0                                                                   | Svizzera                                                                | Mondiali 2018 - Ottavi di finale                                        | -1                                                                      |                                                                         |
| 8-9-2018                                                                | San Gallo                                                               | Svizzera                                                                | 6 – 0                                                                   | Islanda                                                                 | UEFA Nations League 2018-2019 - 1º turno                                | -                                                                       |                                                                         |
| 11-9-2018                                                               | Leicester                                                               | Inghilterra                                                             | 1 – 0                                                                   | Svizzera                                                                | Amichevole                                                              | -1                                                                      |                                                                         |
| 12-10-2018                                                              | Bruxelles                                                               | Belgio                                                                  | 2 – 1                                                                   | Svizzera                                                                | UEFA Nations League 2018-2019 - 1º turno                                | -2                                                                      |                                                                         |
| 18-11-2018                                                              | Lucerna                                                                 | Svizzera                                                                | 5 – 2                                                                   | Belgio                                                                  | UEFA Nations League 2018-2019 - 1º turno                                | -2                                                                      |                                                                         |
| 23-3-2019                                                               | Tbilisi                                                                 | Georgia                                                                 | 0 – 2                                                                   | Svizzera                                                                | Qual. Euro 2020                                                         | -                                                                       |                                                                         |
| 26-3-2019                                                               | Basilea                                                                 | Svizzera                                                                | 3 – 3                                                                   | Danimarca                                                               | Qual. Euro 2020                                                         | -3                                                                      |                                                                         |
| 5-6-2019                                                                | Porto                                                                   | Portogallo                                                              | 3 – 1                                                                   | Svizzera                                                                | UEFA Nations League 2018-2019 - Semifinale                              | -3                                                                      |                                                                         |
| 9-6-2019                                                                | Guimarães                                                               | Svizzera                                                                | 0 – 0 dts (5 – 6 dtr)                                                   | Inghilterra                                                             | UEFA Nations League 2018-2019 - Finale 3º posto                         | -                                                                       | [ 67 ]                                                                  |
| 5-9-2019                                                                | Dublino                                                                 | Irlanda                                                                 | 1 – 1                                                                   | Svizzera                                                                | Qual. Euro 2020                                                         | -1                                                                      |                                                                         |
| 8-9-2019                                                                | Sion                                                                    | Svizzera                                                                | 4 – 0                                                                   | Gibilterra                                                              | Qual. Euro 2020                                                         | -                                                                       |                                                                         |
| 12-10-2019                                                              | Copenaghen                                                              | Danimarca                                                               | 1 – 0                                                                   | Svizzera                                                                | Qual. Euro 2020                                                         | -1                                                                      |                                                                         |
| 15-10-2019                                                              | Lancy                                                                   | Svizzera                                                                | 2 – 0                                                                   | Irlanda                                                                 | Qual. Euro 2020                                                         | -                                                                       |                                                                         |
| 15-11-2019                                                              | San Gallo                                                               | Svizzera                                                                | 1 – 0                                                                   | Georgia                                                                 | Qual. Euro 2020                                                         | -                                                                       |                                                                         |
| 18-11-2019                                                              | Gibilterra                                                              | Gibilterra                                                              | 1 – 6                                                                   | Svizzera                                                                | Qual. Euro 2020                                                         | -1                                                                      |                                                                         |
| 3-9-2020                                                                | Leopoli                                                                 | Ucraina                                                                 | 2 – 1                                                                   | Svizzera                                                                | UEFA Nations League 2020-2021 - 1º turno                                | -2                                                                      |                                                                         |
| 6-9-2020                                                                | Basilea                                                                 | Svizzera                                                                | 1 – 1                                                                   | Germania                                                                | UEFA Nations League 2020-2021 - 1º turno                                | -1                                                                      |                                                                         |
| 10-10-2020                                                              | Madrid                                                                  | Spagna                                                                  | 1 – 0                                                                   | Svizzera                                                                | UEFA Nations League 2020-2021 - 1º turno                                | -1                                                                      |                                                                         |
| 13-10-2020                                                              | Colonia                                                                 | Germania                                                                | 3 – 3                                                                   | Svizzera                                                                | UEFA Nations League 2020-2021 - 1º turno                                | -3                                                                      |                                                                         |
| 14-11-2020                                                              | Basilea                                                                 | Svizzera                                                                | 1 – 1                                                                   | Spagna                                                                  | UEFA Nations League 2020-2021 - 1º turno                                | -1                                                                      |                                                                         |
| 25-3-2021                                                               | Sofia                                                                   | Bulgaria                                                                | 1 – 3                                                                   | Svizzera                                                                | Qual. Mondiali 2022                                                     | -1                                                                      |                                                                         |
| 28-3-2021                                                               | San Gallo                                                               | Svizzera                                                                | 1 – 0                                                                   | Lituania                                                                | Qual. Mondiali 2022                                                     | -                                                                       |                                                                         |
| 30-5-2021                                                               | San Gallo                                                               | Svizzera                                                                | 2 – 1                                                                   | Stati Uniti                                                             | Amichevole                                                              | -1                                                                      |                                                                         |
| 12-6-2021                                                               | Baku                                                                    | Galles                                                                  | 1 – 1                                                                   | Svizzera                                                                | Euro 2020 - 1º turno                                                    | -1                                                                      |                                                                         |
| 16-6-2021                                                               | Roma                                                                    | Italia                                                                  | 3 – 0                                                                   | Svizzera                                                                | Euro 2020 - 1º turno                                                    | -3                                                                      |                                                                         |
| 20-6-2021                                                               | Baku                                                                    | Svizzera                                                                | 3 – 1                                                                   | Turchia                                                                 | Euro 2020 - 1º turno                                                    | -1                                                                      |                                                                         |
| 28-6-2021                                                               | Bucarest                                                                | Francia                                                                 | 3 – 3 dts (4 – 5 dtr)                                                   | Svizzera                                                                | Euro 2020 - Ottavi di finale                                            | -3                                                                      |                                                                         |
| 2-7-2021                                                                | San Pietroburgo                                                         | Svizzera                                                                | 1 – 1 dts (1 – 3 dtr)                                                   | Spagna                                                                  | Euro 2020 - Quarti di finale                                            | -1                                                                      |                                                                         |
| 5-9-2021                                                                | Basilea                                                                 | Svizzera                                                                | 0 – 0                                                                   | Italia                                                                  | Qual. Mondiali 2022                                                     | -                                                                       | Cap.                                                                    |
| 8-9-2021                                                                | Belfast                                                                 | Irlanda del Nord                                                        | 0 – 0                                                                   | Svizzera                                                                | Qual. Mondiali 2022                                                     | -                                                                       | Cap.                                                                    |
| 9-10-2021                                                               | Lancy                                                                   | Svizzera                                                                | 2 – 0                                                                   | Irlanda del Nord                                                        | Qual. Mondiali 2022                                                     | -                                                                       |                                                                         |
| 12-10-2021                                                              | Vilnius                                                                 | Lituania                                                                | 0 – 4                                                                   | Svizzera                                                                | Qual. Mondiali 2022                                                     | -                                                                       |                                                                         |
| 12-11-2021                                                              | Roma                                                                    | Italia                                                                  | 1 – 1                                                                   | Svizzera                                                                | Qual. Mondiali 2022                                                     | -1                                                                      |                                                                         |
| 15-11-2021                                                              | Lucerna                                                                 | Svizzera                                                                | 4 – 0                                                                   | Bulgaria                                                                | Qual. Mondiali 2022                                                     | -                                                                       |                                                                         |
| 2-6-2022                                                                | Praga                                                                   | Rep. Ceca                                                               | 2 – 1                                                                   | Svizzera                                                                | UEFA Nations League 2022-2023 - 1º turno                                | -2                                                                      |                                                                         |
| 9-6-2022                                                                | Lancy                                                                   | Svizzera                                                                | 0 – 1                                                                   | Spagna                                                                  | UEFA Nations League 2022-2023 - 1º turno                                | -1                                                                      |                                                                         |
| 24-9-2022                                                               | Saragozza                                                               | Spagna                                                                  | 1 – 2                                                                   | Svizzera                                                                | UEFA Nations League 2022-2023 - 1º turno                                | -1                                                                      |                                                                         |
| 27-9-2022                                                               | San Gallo                                                               | Svizzera                                                                | 2 – 1                                                                   | Rep. Ceca                                                               | UEFA Nations League 2022-2023 - 1º turno                                | -1                                                                      |                                                                         |
| 17-11-2022                                                              | Abu Dhabi                                                               | Ghana                                                                   | 2 – 0                                                                   | Svizzera                                                                | Amichevole                                                              | -2                                                                      |                                                                         |
| 24-11-2022                                                              | Al Wakrah                                                               | Svizzera                                                                | 1 – 0                                                                   | Camerun                                                                 | Mondiali 2022 - 1º turno                                                | -                                                                       |                                                                         |
| 28-11-2022                                                              | Doha                                                                    | Brasile                                                                 | 1 – 0                                                                   | Svizzera                                                                | Mondiali 2022 - 1º turno                                                | -1                                                                      |                                                                         |
| 6-12-2022                                                               | Lusail                                                                  | Portogallo                                                              | 6 – 1                                                                   | Svizzera                                                                | Mondiali 2022 - Ottavi di finale                                        | -6                                                                      |                                                                         |
| 25-3-2023                                                               | Novi Sad                                                                | Bielorussia                                                             | 0 – 5                                                                   | Svizzera                                                                | Qual. Euro 2024                                                         | -                                                                       |                                                                         |
| 28-3-2023                                                               | Lancy                                                                   | Svizzera                                                                | 3 – 0                                                                   | Israele                                                                 | Qual. Euro 2024                                                         | -                                                                       |                                                                         |
| 19-6-2023                                                               | Lucerna                                                                 | Svizzera                                                                | 2 – 2                                                                   | Romania                                                                 | Qual. Euro 2024                                                         | -2                                                                      |                                                                         |
| 9-9-2023                                                                | Pristina                                                                | Kosovo                                                                  | 2 – 2                                                                   | Svizzera                                                                | Qual. Euro 2024                                                         | -2                                                                      |                                                                         |
| 15-10-2023                                                              | San Gallo                                                               | Svizzera                                                                | 3 – 3                                                                   | Bielorussia                                                             | Qual. Euro 2024                                                         | -3                                                                      |                                                                         |
| 15-11-2023                                                              | Felcsút                                                                 | Israele                                                                 | 1 – 1                                                                   | Svizzera                                                                | Qual. Euro 2024                                                         | -1                                                                      |                                                                         |
| 18-11-2023                                                              | Basilea                                                                 | Svizzera                                                                | 1 – 1                                                                   | Kosovo                                                                  | Qual. Euro 2024                                                         | -1                                                                      |                                                                         |
| 23-3-2024                                                               | Copenaghen                                                              | Danimarca                                                               | 0 – 0                                                                   | Svizzera                                                                | Amichevole                                                              | -                                                                       | 38’                                                                     |
| 8-6-2024                                                                | San Gallo                                                               | Svizzera                                                                | 1 – 1                                                                   | Austria                                                                 | Amichevole                                                              | -1                                                                      |                                                                         |
| 15-6-2024                                                               | Colonia                                                                 | Ungheria                                                                | 1 – 3                                                                   | Svizzera                                                                | Euro 2024 - 1º turno                                                    | -1                                                                      |                                                                         |
| 19-6-2024                                                               | Colonia                                                                 | Scozia                                                                  | 1 – 1                                                                   | Svizzera                                                                | Euro 2024 - 1º turno                                                    | -1                                                                      |                                                                         |
| 23-6-2024                                                               | Francoforte sul Meno                                                    | Svizzera                                                                | 1 – 1                                                                   | Germania                                                                | Euro 2024 - 1º turno                                                    | -1                                                                      |                                                                         |
| 29-6-2024                                                               | Berlino                                                                 | Svizzera                                                                | 2 – 0                                                                   | Italia                                                                  | Euro 2024 - Ottavi di finale                                            | -                                                                       |                                                                         |
| 6-7-2024                                                                | Düsseldorf                                                              | Inghilterra                                                             | 1 – 1 dts (5 – 3 dtr)                                                   | Svizzera                                                                | Euro 2024 - Quarti di finale                                            | -1                                                                      |                                                                         |
| Totale                                                                  |                                                                         | Presenze (8º posto)                                                     | 94                                                                      |                                                                         | Reti                                                                    | -92                                                                     |                                                                         |

#### Nazionale Under-21
| Cronologia completa delle presenze e delle reti in nazionale ― Svizzera under 21 | Cronologia completa delle presenze e delle reti in nazionale ― Svizzera under 21 | Cronologia completa delle presenze e delle reti in nazionale ― Svizzera under 21 | Cronologia completa delle presenze e delle reti in nazionale ― Svizzera under 21 | Cronologia completa delle presenze e delle reti in nazionale ― Svizzera under 21 | Cronologia completa delle presenze e delle reti in nazionale ― Svizzera under 21 | Cronologia completa delle presenze e delle reti in nazionale ― Svizzera under 21 | Cronologia completa delle presenze e delle reti in nazionale ― Svizzera under 21 |
| Data                                                                             | Città                                                                            | In casa                                                                          | Risultato                                                                        | Ospiti                                                                           | Competizione                                                                     | Reti                                                                             | Note                                                                             |
| -------------------------------------------------------------------------------- | -------------------------------------------------------------------------------- | -------------------------------------------------------------------------------- | -------------------------------------------------------------------------------- | -------------------------------------------------------------------------------- | -------------------------------------------------------------------------------- | -------------------------------------------------------------------------------- | -------------------------------------------------------------------------------- |
| 22-8-2007                                                                        |                                                                                  | Belgio under 21                                                                  | 1 – 2                                                                            | Svizzera under 21                                                                | Amichevole                                                                       | -1                                                                               | 46’                                                                              |
| 16-10-2007                                                                       | Tallinn                                                                          | Estonia under 21                                                                 | 0 – 4                                                                            | Svizzera under 21                                                                | Qual. Euro 2009                                                                  | -                                                                                |                                                                                  |
| 17-11-2007                                                                       | Delémont                                                                         | Svizzera under 21                                                                | 5 – 0                                                                            | Estonia under 21                                                                 | Qual. Euro 2009                                                                  | -                                                                                |                                                                                  |
| 6-2-2008                                                                         | Monastir                                                                         | Tunisia under 21                                                                 | 0 – 1                                                                            | Svizzera under 21                                                                | Amichevole                                                                       | -                                                                                | 45’                                                                              |
| 23-5-2008                                                                        |                                                                                  | Paesi Bassi under 21                                                             | 0 – 1                                                                            | Svizzera under 21                                                                | Qual. Euro 2009                                                                  | -                                                                                |                                                                                  |
| 20-8-2008                                                                        | Sion                                                                             | Svizzera under 21                                                                | 2 – 0                                                                            | Norvegia under 21                                                                | Qual. Euro 2009                                                                  | -                                                                                |                                                                                  |
| 9-9-2008                                                                         | Sciaffusa                                                                        | Svizzera under 21                                                                | 1 – 0                                                                            | Paesi Bassi under 21                                                             | Qual. Euro 2009                                                                  | -                                                                                |                                                                                  |
| 11-10-2008                                                                       | Aarau                                                                            | Svizzera under 21                                                                | 2 – 1                                                                            | Spagna under 21                                                                  | Qual. Euro 2009                                                                  | -1                                                                               |                                                                                  |
| 14-10-2008                                                                       |                                                                                  | Spagna under 21                                                                  | 3 – 1 dts                                                                        | Svizzera under 21                                                                | Qual. Euro 2009                                                                  | -3                                                                               |                                                                                  |
| 19-11-2008                                                                       | Atene                                                                            | Grecia under 21                                                                  | 1 – 1                                                                            | Svizzera under 21                                                                | Amichevole                                                                       | -1                                                                               |                                                                                  |
| 10-2-2009                                                                        | Fátima                                                                           | Portogallo under 21                                                              | 3 – 1                                                                            | Svizzera under 21                                                                | Amichevole                                                                       | -3                                                                               | 70’ Cap.                                                                         |
| 28-3-2009                                                                        |                                                                                  | Svizzera under 21                                                                | 2 – 0                                                                            | Germania under 20                                                                | Amichevole                                                                       | -                                                                                | Cap.                                                                             |
| 5-6-2009                                                                         | Wil                                                                              | Svizzera under 21                                                                | 2 – 1                                                                            | Armenia under 21                                                                 | Qual. Euro 2011                                                                  | -1                                                                               |                                                                                  |
| 12-8-2009                                                                        | Sciaffusa                                                                        | Svizzera under 21                                                                | 0 – 1                                                                            | Estonia under 21                                                                 | Qual. Euro 2011                                                                  | -1                                                                               |                                                                                  |
| 4-9-2009                                                                         | Erevan                                                                           | Armenia under 21                                                                 | 1 – 3                                                                            | Svizzera under 21                                                                | Qual. Euro 2011                                                                  | -1                                                                               |                                                                                  |
| 9-10-2009                                                                        | Novi Sad                                                                         | Estonia under 21                                                                 | 1 – 4                                                                            | Svizzera under 21                                                                | Qual. Euro 2011                                                                  | -1                                                                               |                                                                                  |
| 13-10-2009                                                                       | Waterford                                                                        | Irlanda under 21                                                                 | 1 – 1                                                                            | Svizzera under 21                                                                | Qual. Euro 2011                                                                  | -1                                                                               |                                                                                  |
| 18-11-2009                                                                       | Lugano                                                                           | Svizzera under 21                                                                | 1 – 0                                                                            | Georgia under 21                                                                 | Qual. Euro 2011                                                                  | -                                                                                |                                                                                  |
| 3-3-2010                                                                         |                                                                                  | Norvegia under 21                                                                | 1 – 2                                                                            | Svizzera under 21                                                                | Amichevole                                                                       | -1                                                                               |                                                                                  |
| 26-5-2010                                                                        | San Gallo                                                                        | Svizzera under 21                                                                | 0 – 2                                                                            | Turchia under 21                                                                 | Qual. Euro 2011                                                                  | -2                                                                               | 84’                                                                              |
| 30-5-2010                                                                        | Tbilisi                                                                          | Georgia under 21                                                                 | 0 – 0                                                                            | Svizzera under 21                                                                | Qual. Euro 2011                                                                  | -                                                                                | Cap.                                                                             |
| 3-9-2010                                                                         | Lugano                                                                           | Svizzera under 21                                                                | 1 – 0                                                                            | Irlanda under 21                                                                 | Qual. Euro 2011                                                                  | -                                                                                | Cap.                                                                             |
| 7-10-2010                                                                        | Sion                                                                             | Svizzera under 21                                                                | 4 – 1                                                                            | Svezia under 21                                                                  | Qual. Euro 2011                                                                  | -1                                                                               |                                                                                  |
| 11-10-2010                                                                       | Malmö                                                                            | Svezia under 21                                                                  | 1 – 1                                                                            | Svizzera under 21                                                                | Qual. Euro 2011                                                                  | -1                                                                               |                                                                                  |
| 9-2-2011                                                                         |                                                                                  | Ucraina under 21                                                                 | 1 – 1                                                                            | Svizzera under 21                                                                | Amichevole                                                                       | -1                                                                               |                                                                                  |
| 29-3-2011                                                                        |                                                                                  | Qatar under 23                                                                   | 3 – 5                                                                            | Svizzera under 21                                                                | Amichevole                                                                       | -3                                                                               |                                                                                  |
| 11-6-2011                                                                        | Aalborg                                                                          | Danimarca under 21                                                               | 0 – 1                                                                            | Svizzera under 21                                                                | Europeo U-21 2011 - 1º turno                                                     | -                                                                                |                                                                                  |
| 14-6-2011                                                                        | Aalborg                                                                          | Svizzera under 21                                                                | 2 – 0                                                                            | Islanda under 21                                                                 | Europeo U-21 2011 - 1º turno                                                     | -                                                                                | Cap.                                                                             |
| 18-6-2011                                                                        | Aarhus                                                                           | Svizzera under 21                                                                | 3 – 0                                                                            | Bielorussia under 21                                                             | Europeo U-21 2011 - 1º turno                                                     | -                                                                                |                                                                                  |
| 22-6-2011                                                                        | Herning                                                                          | Svizzera under 21                                                                | 1 – 0 dts                                                                        | Rep. Ceca under 21                                                               | Europeo U-21 2011 - Semifinale                                                   | -                                                                                | Cap.                                                                             |
| 25-6-2011                                                                        | Aarhus                                                                           | Svizzera under 21                                                                | 0 – 2                                                                            | Spagna under 21                                                                  | Europeo U-21 2011 - Finale                                                       | -2                                                                               | Cap.                                                                             |
| Totale                                                                           |                                                                                  | Presenze                                                                         | 31                                                                               |                                                                                  | Reti                                                                             | -25                                                                              |                                                                                  |

## Palmarès

### Club
- Challenge League: 1

Vaduz: 2007-2008
- Coppa del Liechtenstein: 1

Vaduz: 2007-2008
- Campionato svizzero: 4

Basilea: 2010-2011, 2011-2012, 2012-2013, 2013-2014
- Coppa Svizzera: 1

Basilea: 2011-12
- Campionato tedesco: 1

Bayern Monaco: 2022-2023
- Supercoppa italiana: 1

Inter: 2023
- Campionato italiano: 1

Inter: 2023-2024

### Individuale
- Inserito nella selezione UEFA dell'Europeo Under-21: 1

Danimarca 2011
- Calciatore svizzero dell'anno: 3

2016, 2018, 2021
- Gran Galà del calcio AIC: 1

Squadra dell'anno: 2024